# Кюр'єз
Кюр'є́з (фр. Curieuse) — невеликий гранітний острів, входить до Північно-Східної групи Внутрішніх Сейшельських островів. Належить державі Сейшельські Острови.

## Географія
Острів Кюр'єз розташований за 43 км від головного острова Мае та за кілометр на північ від острова Праслен. Є третім за розміром, після Праслена та Ла-Діга, островом у Північно-Східній групі Сейшельських островів. Окрім Праслена, найближчі острови — Бубі на північному заході, Шов-Сурі та Сен-П'єр на південному сході. Довжина острова становить 3,6 км, ширина — 1,6 км.

## Історія
Раніше острів мав назву «Іль-Руж» (Ile Rouge — з французької «Червоний острів») через колір ґрунту. У 1768 році острів дістав сучасну назву на честь шхуни під командуванням Марка-Жозефа Маріона дю Френа, який оголосив територію острова французьким володінням. У 1771 році моряки для полегшення збору плодів сейшельських пальм підпалили острів; сліди пожежі, яка винищила більшу частину лісу, помітні і дотепер. У 1833 році уряд Маврикію влаштував на острові лепрозорій, який функціонував до 1965 року. З тих часів на острові залишилися лише руїни лепрозорію та колишня резиденція головного лікаря, які являють собою цікавий взірець креольської колоніальної архітектури. У будинку лікаря влаштовано музей та навчальний центр.
У 1979 році острів та прибережні води були включені до морського національного парку Кюрьйоз, площа якого становить 14,7 км².

## Флора і фауна
Острів відомий як одне з двох місць, де росте символ Сейшельських островів — сейшельська пальма. Також поширена таману (Calophyllum inophyllum). У південній частині острова розташоване мангрове болото.
На Кюрьйозі мешкають близько 500 гігантських черепах, яких завезли з атола Альдабра. У прибережних водах мешкає інший вид черепах — бісса, яка виходить на берег тільки для того, щоб відкласти яйця. З птахів живе рідкісний сейшельський різновид чорної папуги (лат. Coracopsis nigra barklyi), яку можна побачити лише тут та на острові Праслен. У прибережних водах живе риба-папуга.